# Asessualità grigia

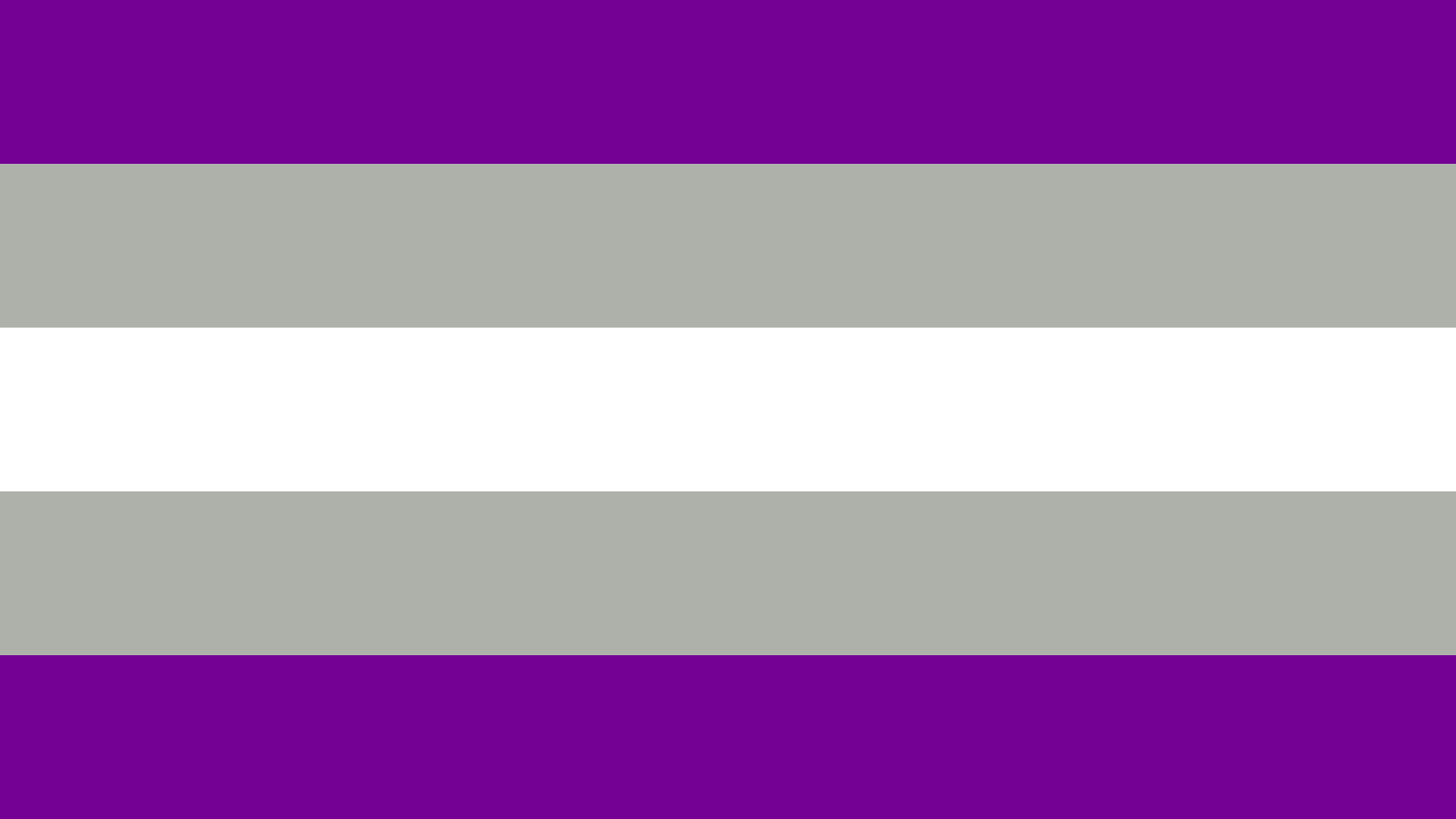
Bandiera dell'asessualità grigia

L'asessualità grigia o sessualità grigia, è lo spettro tra l'asessualità (ossia l'assenza di attrazione sessuale verso qualsiasi genere) e l'allosessualità (ossia l'attrazione sessuale verso uno o più generi). Gli individui che si identificano nello spettro dell'asessualità, si riferiscono come gray-A o gray ace, e fanno parte del cosiddetto "ace umbrella". Anche la demisessualità fa parte di questo spettro.
La nascita e crescita di comunità online, come la Asexual Visibility and Education Network (AVEN), permette ai gray ace di avere un luogo di condivisione e discussione sul proprio orientamento.

## Definizioni

Nella bandiera asessuale, il grigio rappresenta l'asessualità grigia. Viene tipicamente utilizzata per rappresentare tutte le sfaccettature dello spettro dell'asessualità e la sua comunità.

L'asessualità grigia è considerata l'area tra l'asessualità e l'allosessualità, in cui una persona può occasionalmente avere attrazioni sessuali.

Il termine gray-A o gray ace definisce chi si identifica come facente parte dello spettro dell'asessualità, incluso la demisessualità. Altri termini utilizzati includono semisessuale, asexual-ish e sexual-ish. Gli individui gray ace raramente sentono attrazione sessuale, e solo in specifiche situazioni. Nonostante ciò, chi è gray ace può avere un'attrazione romantica e un orientamento romantico, in quanto le identità sessuali e romantiche non sono necessariamente collegate fra loro.

Una bandiera dell'orgoglio demisessuale, in cui lo scaglione nero (triangolo a sinistra) rappresenta l'asessualità, il grigio indica la sessualità grigia e il bianco rappresenta l'allosessualità; la riga viola simboleggia la comunità

### Demisessualità
La demisessualità è un tipo di sessualità grigia in cui l'individuo riesce a percepire attrazione sessuale solo per persone con cui si ha un forte legame emotivo.
La demisessualità è un tema comune (o tropo) in numerose opere (libri, film, e altre forme artistiche), tanto da coniare il termine demisessualità compulsa, in quanto viene spesso rappresentato e stereotipato il sesso come l'apice di un rapporto romantico con la persona che si ama. L'intimità di questa connessione crea anche un senso di esclusività.

## Comunità
Comunità online come l'Asexual Visibility and Education Network (AVEN), così come la popolarità di siti di blogging come Tumblr, hanno permesso ai grey ace di riunirsi e trovare un senso di collettività. Anche se i gray ace sono noti per avere una certa varietà nelle loro esperienze sull'attrazione sessuale, i membri della comunità si identificano nello spettro, e invitano anche chi non ne fa parte a partecipare e conoscere meglio l'argomento. Una bandiera a strisce con i colori nero, grigio, bianco e viola è spesso usato come segno di orgoglio nella comunità asessuale. Il nero rappresenta l'asessualità, il grigio indica la sessualità grigia e il bianco rappresenta l'allosessualità, mentre il viola simboleggia la comunità.

## Ricerca
L'asessualità e il suo spettro sono temi relativamente nuovi nella ricerca accademica e nelle discussioni pubbliche, e pertanto poco studiati.